# Davy Crockett (arme nucléaire)
Pour les articles homonymes, voir Davy Crockett (homonymie).

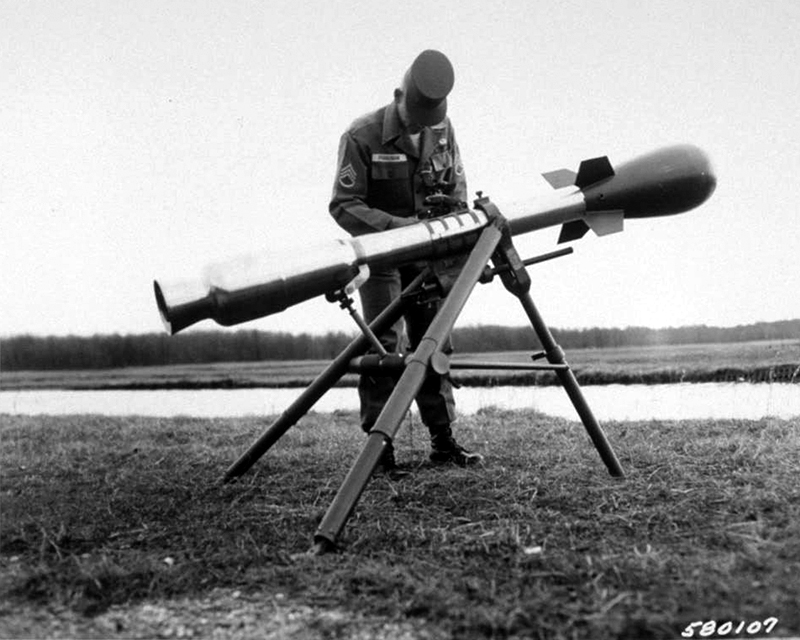
Un Davy Crockett était composé d'un lance-roquettes sans recul qui propulsait des obus atomiques M388.

Le Davy Crockett, officiellement désigné M-28 ou M-29 Davy Crockett Weapon System, est un système d'arme nucléaire composé d'un lance-roquettes sans recul fixé sur un trépied, qui tire un projectile nucléaire M388.
Imaginé pendant la guerre froide par l’US Army, ce fut l’un des plus petits systèmes d'arme nucléaire jamais mis au point. Il a été nommé en l'honneur de Davy Crockett, un héros américain mort au siège de Fort Alamo en 1836. L'arme fut déployée par l’US Army entre 1961 et 1971. Elle fut retirée du service en Allemagne de l'Ouest en 1967. Les dernières unités équipées du M29 Davy Crockett furent désactivées vers le milieu de 1968.

## Description et emploi

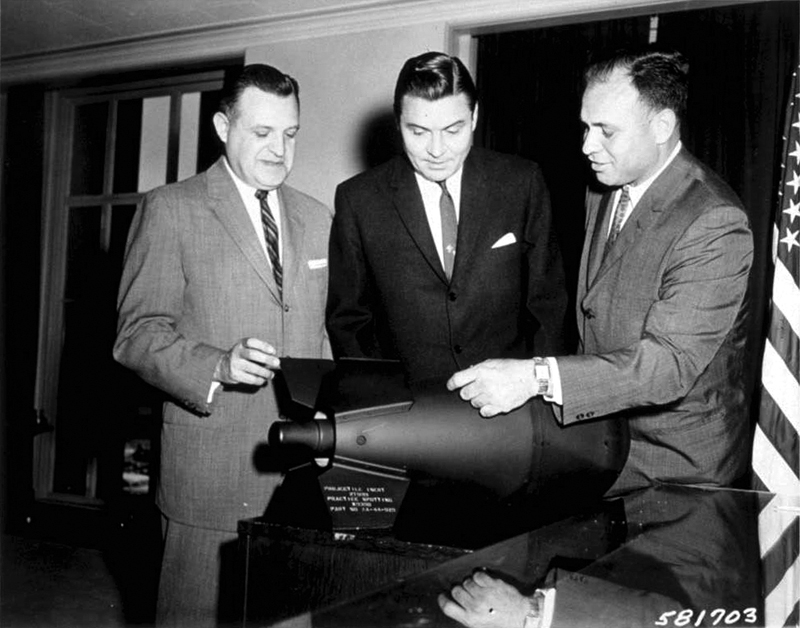
Des responsables américains regardent une ogive W54, partie d'un « Davy Crockett ». La taille relativement petite de l'ogive est évidente.

Le Davy Crockett était un lance-roquettes individuel, proche du bazooka, permettant de tirer une munition nucléaire de faible puissance jusqu'à une distance de 9 km.
Il a été développé vers la fin des années 1950 comme arme tactique contre les troupes soviétiques en cas de conflit en Europe. Il avait été envisagé de disposer de petites unités de l'Atomic Battle Group (responsable du déploiement et de l'usage du « Davy Crockett »), stationnées tous les quelques kilomètres. Dans le cas où des troupes soviétiques seraient arrivées à portée de tir, les soldats avaient ordre de tirer dans leur direction, causant ainsi d'énormes pertes dans les rangs ennemis et rendant la zone d'impact inhabitable pendant 48 heures, ce qui aurait permis aux forces armées de l'OTAN de se mobiliser. Mais il est probable que les Soviétiques n'auraient pas hésité à traverser cette zone car, lors d'entraînements tels que l'opération Boule de neige du 14 septembre 1954 et l'essai nucléaire du 10 septembre 1956, des soldats avaient franchi une zone irradiée malgré les graves effets que cela avait eu sur eux.
L'obus M-388 emportait une ogive nucléaire W54, dont la puissance explosive était inférieure à une kilotonne. La version Mk 54 pesait environ 23 kg, avec une puissance de 10 ou de 20 tonnes de TNT (très proche de la limite minimale théorique pour une ogive atomique à fission). La masse de l'obus était d'environ 34,5 kg. Il mesurait 78,7 cm de long et avait un diamètre maximum de 28 cm.

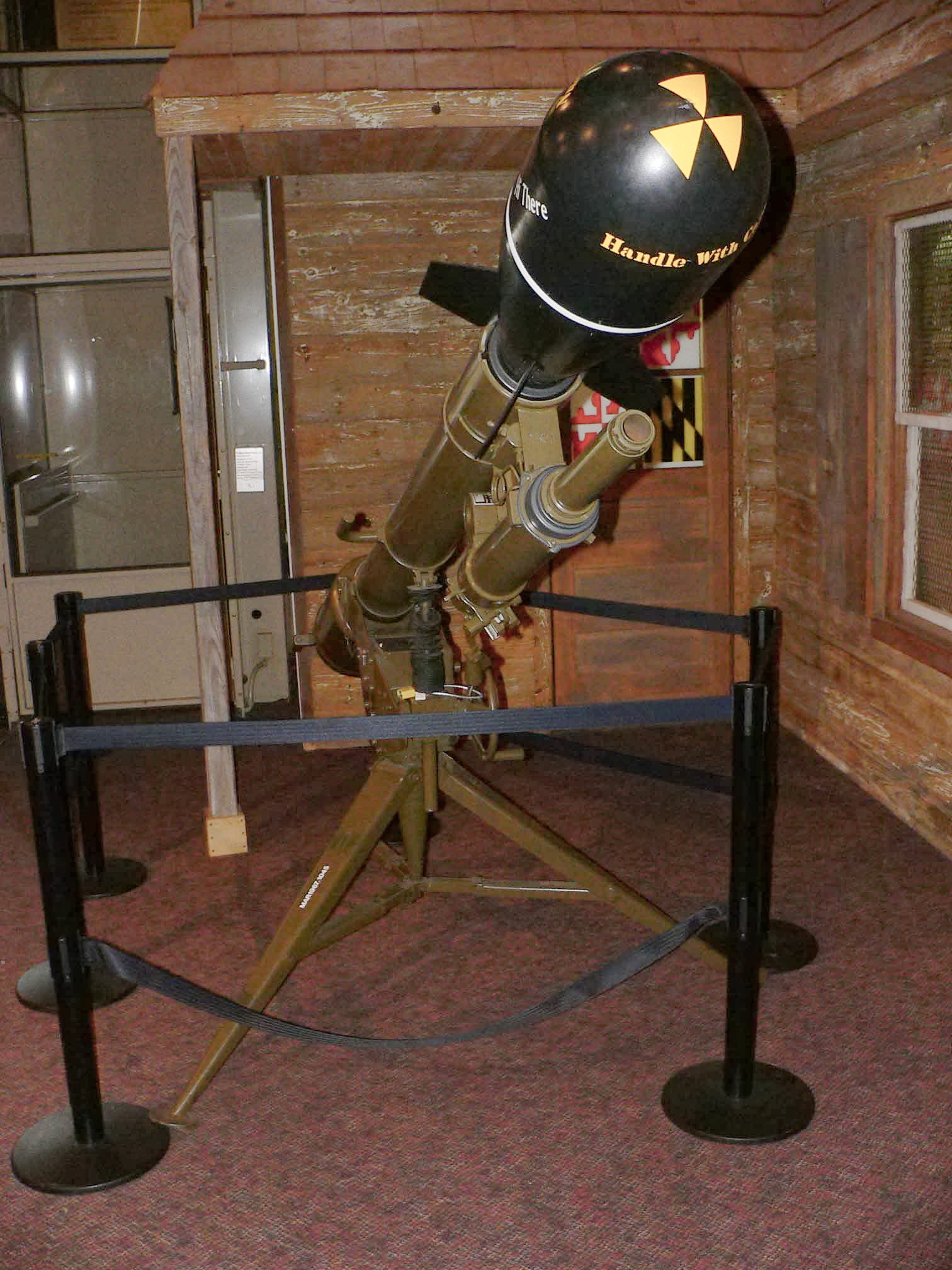
Un « Davy Crockett » tel qu'exposé à l'United States Army Ordnance Museum en 2007.

L'obus M-388 pouvait être tiré depuis deux lance-roquettes désignés comme le « Davy Crockett Weapon System » : le M28 (4 pouces, 102 mm) avec une portée d'environ 2 km ou le M29 (6 pouces, 155 mm) avec une portée de 4 km. Les deux lance-roquettes fonctionnaient avec la même arme et pouvaient être installés sur un trépied de tir, lequel pouvait être transporté par un camion ou un véhicule de transport de troupes. Chaque système de tir était manié par une unité composée de trois soldats.
Les deux lance-roquettes s'avérèrent imprécis lors des tests : le plus grand effet des obus proviendrait des retombées radioactives consécutives à l'explosion. Avec une puissance de 10 tonnes de TNT, la M-388 pouvait dégager une dose létale de radiations (plus de 10 000 REM) à 150 m de son point d'impact et une dose probablement fatale (environ 600 REM) à 400 m.

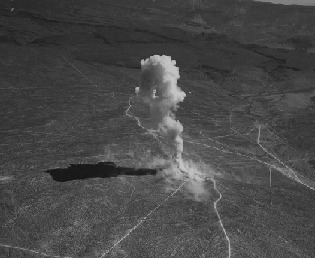
Le résultats de l'essai nucléaire Little Feller I d'une puissance de 22 tonnes of TNT (92 GJ) le 17 juillet 1962.

L'ogive fut testée dans le cadre de l'opération Sunbeam, lors des essais Little Feller II du 7 juillet 1962 et Little Feller I du 17 juillet 1962. Ce furent les dernières détonations nucléaires atmosphériques sur le site d'essais du Nevada.
Le système de tir fut à nouveau testé entre 1962 et 1968 au Pohakuloa Training Area (en) à Hawaii : 714 obus M101 contenant de l'uranium appauvri furent tirés,.

## Déploiement
C'est en 1956 que commença la fabrication du « Davy Crockett » : 2 100 systèmes en tout furent construits. 
L'arme fut déployée par l’armée américaine entre 1961 et 1971.
Elle a équipé des régiments en Europe et en Extrême-Orient.
Elle fut retirée du service en Allemagne de l'Ouest en 1967. Les 55th et 56th Infantry Platoons de la 82e division aéroportée, des unités parachutées, furent les dernières unités équipées du M29 Davy Crockett et furent désactivées vers le milieu de 1968.
Les services militaires américains limitent cependant le déploiement en raison du risque que ces armes portatives réparties sur le champ de bataille soient récupérées par l'ennemi.

## Dans la culture populaire
- Cette arme a inspiré celle du lanceur personnel « Fat Man » (du nom de la bombe atomique homonyme) utilisé dans les jeux vidéo Fallout 3, Fallout: New Vegas, Fallout 4 et Fallout 76
- Dans le jeu vidéo Metal Gear Solid 3: Snake Eater, l'arme est utilisée par l'un des antagonistes.
- Dans le roman d’espionnage de Georges-Jean Arnaud intitulé Mission D.C., Serge Kovask, le héros de la série Le Commander, enquête sur un trafic d'armes de ce type impliquant des militaires américains et des groupuscules nazis.